# ウォルター・B・キャノン

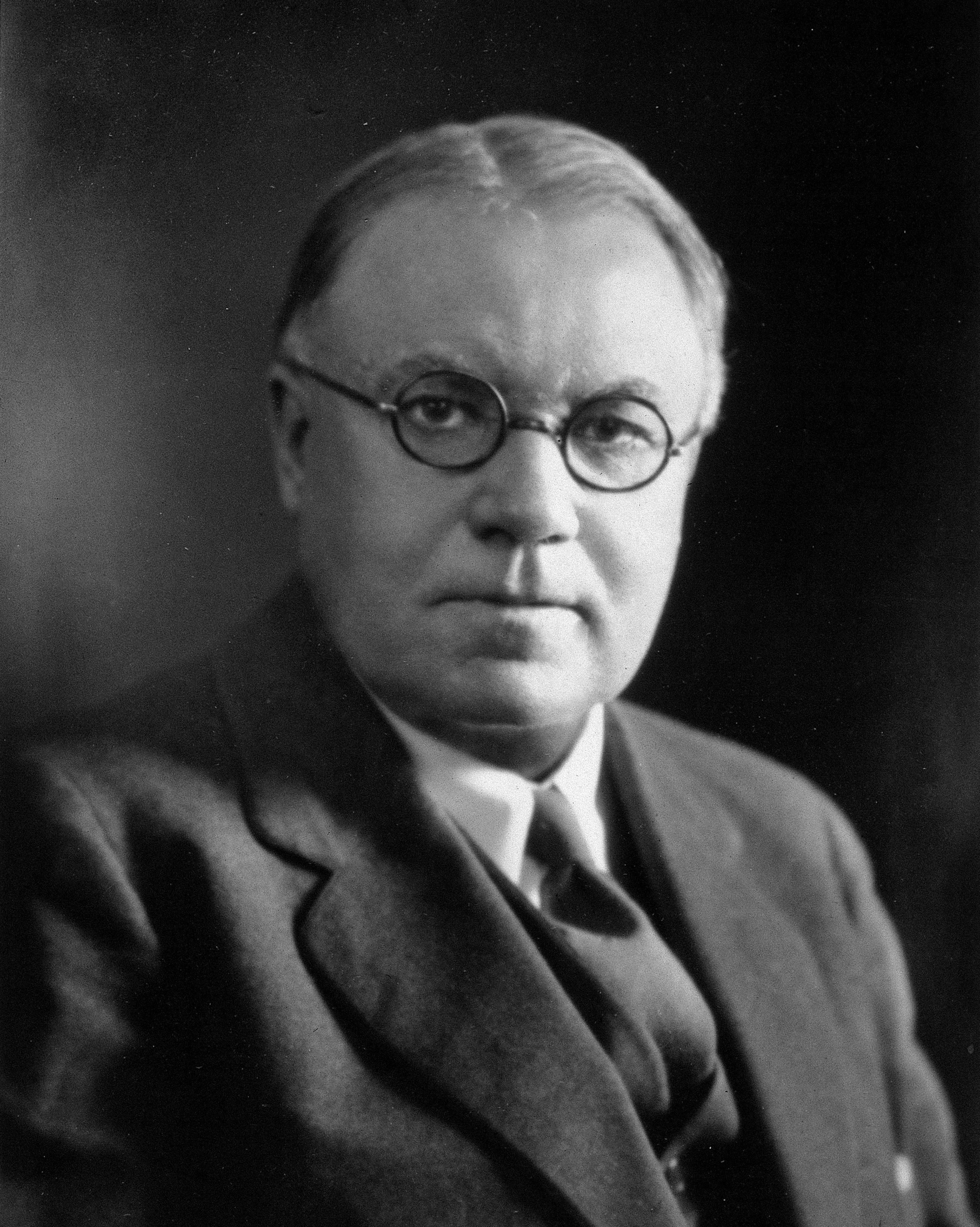

ウォルター・ブラッドフォード・キャノン（Walter Bradford Cannon,1871年10月19日 - 1945年10月1日）は、アメリカの生理学者。
ウィスコンシン州 Prairie du Chien 生まれ。1906年からハーバード大学医学部の教授を務めた。

## 業績
「情動の中枢起源説（キャノン＝バード説）｣や｢生活体の体内平衡維持説｣、「空腹の末梢起源説」により、心理学に強い影響を与えた。情動の末梢起源説である有名なジェームス＝ランゲ説に対して、情動において「視床」の役割を強調する中枢起源説を唱えた。また、生活体が生命を維持するために自律系や内分泌系の働きを介して体内平衡状態を維持するというホメオスタシスの考えを提唱した。
1918年王立協会からクルーニアン・メダル受賞、1939年同協会の外国人会員に選出。